# Xabier Isasa
Xabier Isasa Larrañaga (Urretxu, 24 augustus 2001) is een Spaans wielrenner die anno 2022 rijdt voor Euskaltel-Euskadi.

## Carrière
Als tweedejaars junior werd Isasa onder meer tiende in de Gipuzkoa Klasika en twaalfde op het door Carlos Rodríguez gewonnen nationale kampioenschap tijdrijden.
In 2020 en 2021 behaalde Isasa meerdere overwinningen en ereplaatsen in het Spaanse amateurcircuit, waarna hij een profcontract tekende bij Euskaltel-Euskadi. Zijn debuut voor die ploeg maakte hij eind januari in de Trofeo Alcúdia-Port d'Alcúdia. In februari maakte Isasa deel uit van de vroege vlucht in de eerste etappe van de Ruta del Sol die uit de greep van het peloton bleef: Rune Herregodts won de rit, Isasa werd vierde. Zijn debuut in de WorldTour maakte hij in april in de Ronde van het Baskenland, waar hij in de laatste etappe buiten de tijdslimiet over de finish kwam.

## Resultaten in voornaamste wedstrijden
| Jaar | Ronde van Italië | Ronde van Frankrijk | Ronde van Spanje |
| ---- | ---------------- | ------------------- | ---------------- |
| 2023 |                  |                     |                  |
| 2024 |                  |                     | 104e             |

| Jaar | Waalse Pijl | Clásica San Sebastián |
| ---- | ----------- | --------------------- |
| 2023 |             | opgave                |
| 2024 | opgave      | 75e                   |

## Ploegen
- 2022 –  Euskaltel-Euskadi
- 2023 –  Euskaltel-Euskadi
- 2024 –  Euskaltel-Euskadi
- 2025 –  Euskaltel-Euskadi

Angulo · Aristi · Azparren · Azurmendi · Ballarin · Bizkarra · Bou · Canal · Cuadrado · Etxeberria · Goikoetxea · Iribar · Irizar · Isasa · Iturria · Juaristi · Lobato · Martín · Maté ·  Soto · Lasa (stagiair) · Mintegui (stagiair)
E. Azparren · X. Azparren · Azurmendi · Ballarin · Berasategi · Bizkarra · Bou · Canal · Cuadrado · Etxeberria · Goikoetxea · Iribar · Isasa · Iturria · Juaristi · Lobato · López de Abetxuko · Martín · Maté ·  Soto
Aberasturi · Alustiza · Azparren · Azurmendi (tot 15/4) · Berasategi · Bizkarra · Bonillo · Bou · Cañellas · Cuadrado · de la Parte · Etxeberria · Fouché · Isasa · Iturria · Juaristi · López de Abetxuko · Martín · Maté · Mintegi · Zubeldia · Ganzabal (stagiair)